# Prachatice
Prachatice (németül Prachatitz) város Csehország Dél-csehországi kerületének Prachaticei járásában, a járás északkeleti részén, České Budějovicétől 35 km-re nyugatra, és Prágától 123 km-re délnyugatra fekszik. Lakosainak száma 11 587 (2009. 12. 31).

## Története
A város ismert története a 11. századig nyúlik vissza, ekkoriban nyílt meg a bajor Passauból induló fontos sókereskedelmi útvonal, az „arany ösvény”. Az a terület, amelyen a város ma fekszik, kezdetben a Vyšehrad birtokhoz tartozott, akkor került az érdeklődés középpontjába, amikor a birtok ura megvásárolta az arany ösvényen folyó kereskedelem vámszedésének jogát. A település szerepe később, a 13. század során megnőtt, amikor megkapta az arany ösvényen szállított só tárolási jogait. Ez az előjog Prachaticét Dél-Csehország egyetlen olyan városává tette, mely a Passauból származó sót megvásárolhatta.
A 15. században a huszita háborúk során a husziták Prachaticét kétszer is megtámadták, és végül el is foglalták, lemészárolva a város lakóinak többségét. Miután a konfliktus véget ért, 1436-ban Prachatice királyi város státuszt kapott. Egy évvel később Zsigmond király Jan Smilnek adományozta a várost, mely Smil 1439-ben történt kivégzése után rövid időre a Rožmberk-ház irányítása alá került. Oldřich Rožmberk közvetlenül a kivégzés után eladta a várost, de az 1501-ben ismét visszakerült a családhoz. Az ezt követő, 1601-ig tartó virágzó időszakban a Rožmberk család irányította a várost. Ekkor a család utolsó sarja, Petr Volk eladta II. Rudolf királynak, aki ismét királyi státuszt adott a városnak.
A harmincéves háború első jelentős ütközete, a fehérhegyi csata után a város elvesztette státuszát és az Eggenberg család tulajdona lett, bár az uralkodó csapatai a harmincéves háború során a városban maradtak. A város 1719-ben Marie Arnoštka Eggenberg hercegnő halálát követően ismét gazdát cserélt, ekkor a befolyásos Schwarzenberg család irányítása alá került.

## Területi felosztása

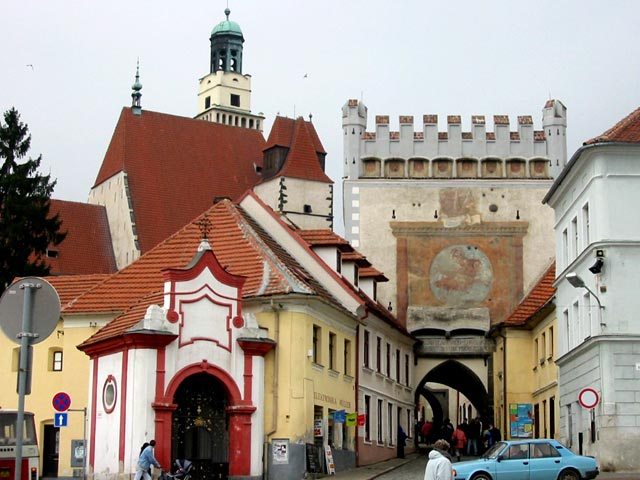
Az alsó városkapu, háttérben a Szt. Jakab templommal

- Kahov
- Libínské Sedlo
- Městská Lhotka
- Oseky
- Ostrov
- Perlovice
- Podolí
- Prachatice I
- Prachatice II
- Stádla
- Staré Prachatice
- Volovice

## Látnivalók
- Gótikus stílusú Szent Jakab templom; mai formája az 1468-1513 közötti átépítése során alakult ki. A templom Natura 2000-es terület az ott lakozó denevérkolónia miatt.[2]

## Testvérvárosok
- Rogacsevo, Fehéroroszország
- Impruneta, Olaszország
- Terra del Sole, Olaszország
- Ignalina, Litvánia
- Zvolen, Szlovákia,
- Grainet, Németország
- Waldkirchen, Németország
- Mauthausen, Ausztria

## Népesség
A település népessége az elmúlt években az alábbi módon változott:
| Lakosok száma | 4911 | 5573 | 5482 | 5381 | 10 354 | 11 189 | 10 943 | 10 840 | 10 588 | 11 119 |
|               | 1869 | 1900 | 1921 | 1961 | 1980   | 2014   | 2017   | 2020   | 2022   | 2025   |

## Külső hivatkozások
- A város hivatalos honlapja
- A Cseh Statisztikai Hivatal adatlapja